# وندل کوری
وندل کوری (انگلیسی: Wendell Corey; ۲۰ مارس ۱۹۱۴ – ۸ نوامبر ۱۹۶۸) بازیگر سینما و تلویزیون اهل ایالات متحده آمریکا بود.

## زندگینامه
کورِی در دراکوت، ماساچوست به دنیا آمد. او پسر میلتون روثول کوری (۲۴ اکتبر ۱۸۷۹ – ۲۳ اکتبر ۱۹۵۱) و جولیا اتا مک‌کینی (۱۱ آوریل ۱۸۸۲ – ۱۶ ژوئن ۱۹۴۷) بود. پدرش یک کشیش کنگره‌گرا و بازیگری بود که در فیلم «چرم خام» در نقش دکتر تاکر ظاهر شد. وندل در اسپرینگفیلد، ماساچوست تحصیل کرد. برخی از اجداد او شامل روسای جمهور ایالات متحده، جان آدامز و جان کوئینسی آدامز بودند.

## گزیده فیلمشناسی
از فیلم‌ها یا برنامه‌های تلویزیونی که وی در آن نقش داشته‌است می‌توان به آثار زیر اشاره کرد.
- خشم صحرا (۱۹۴۷)
- تنهایی قدم می‌زنم (۱۹۴۷)
- متأسفم، شماره اشتباه است (۱۹۴۸)
- الهه‌های انتقام (۱۹۵۰)
- آواز غمگین برای من نخوان (۱۹۵۰)
- آبی وحشی دوردست (۱۹۵۱)
- پنجره پشتی (۱۹۵۴)
- مأمور ه.ا.ر.م (۱۹۶۴)
- ویکو (۱۹۶۶)